# 胡车儿
胡車兒（?—?），東漢末期人物，張繡的部下。

## 生平
胡車兒是張繡的親信，勇力過人。張繡投降曹操後，曹操見到胡車兒，非常讚賞他的勇猛，於是將黃金賜給了胡車兒。張繡得知此事後，懷疑曹操想要收買自己的左右親信來行刺自己，因而反叛曹操。

## 文藝作品

### 三國演義
在《三國演義》中，胡车儿“力能负五百斤，日行七百里”，且在張繡与曹操作战时，胡车儿把典韦灌醉了且盗取了典韦的双戟，使得典韦在跟张绣军作战时战死。(《三国演义·第十六回·吕奉先射戟辕门　曹孟德败师淯水》)

### 動漫形象
- 《蒼天航路》（王欣太）
- 《火鳳燎原》（陳某）:設定於宛城之役中登場，為呂布之手下潛伏於張繡身旁，胡赤兒之兄弟，在張繡反曹時，用計引走曹軍主力，曾力攻舞陰但因于禁鎮守而失敗，撤退時遇上曹操，被夏侯惇殺害。